# Карповка (приток Читы)
Карповка  — река в России, в Читинском районе Забайкальского края. Впадает в Читинку по левому берегу на её 33-м километре. Длина — 23 км.
Река относится к бассейну реки Амур. Код водного объекта — 20030100112118100010796.
На 9-м километре в Карповку слева впадает Малая Кадала.

## Ихтиофауна
- Амурский хариус
- Обыкновенный гольян
- Пескарь
- Серебряный карась
- Обыкновенный горчак
- Ленки